# Franz Werneke
Franz Werneke, auch Wernecke (* 18. Februar 1906 in Quedlinburg, Provinz Sachsen; † 20. August 1989 in Düsseldorf), war ein deutscher Maler, Zeichner, Grafiker, Illustrator, Glas- und Mosaikkünstler, der zum Jungen Rheinland und zur Verschollenen Generation gezählt wird.

## Leben
Werneke, Sohn eines Brauereidirektors, studierte von 1923 bis 1925 Kunst unter Josef Urbach an der Kunstgewerbeschule Essen, von 1925 bis 1930 an der Kunstakademie Düsseldorf unter Jan Thorn Prikker und Heinrich Campendonk. Zu seinen Bekannten und Freunden zählten Gottfried Brockmann, Hanna Fonk, Ferdinand Macketanz, Ewald Mataré und Ludwig Gabriel Schrieber. In den Jahren 1930 bis 1939 arbeitete er vor allem als Illustrator für Jugendzeitschriften sowie als Porträtzeichner für eine Düsseldorfer Zeitung. In dieser Zeit schuf er auch Entwürfe für Bleiverglasungen und Mosaiken. Von 1940 bis 1945 war er als technischer Zeichner dienstverpflichtet. Nach dem Zweiten Weltkrieg schuf er Kunst am Bau, so erhielt er 1954 bei einem Wettbewerb in Duisburg den 1. Preis für den Entwurf eines Glasfensters für das Schwimmbad eines Stadtbades. Mit seinen Porträts, Akten, Landschaften und Stillleben, die er insbesondere als Aquarelle malte, beteiligte sich an zahlreichen Ausstellungen, vor allem in Düsseldorf, wo er ein Atelier im Künstlerhaus des Vereins der Düsseldorfer Künstler bewohnte.